# Fort de Caluire
 (décembre 2023).
Si vous disposez d'ouvrages ou d'articles de référence ou si vous connaissez des sites web de qualité traitant du thème abordé ici, merci de compléter l'article en donnant les références utiles à sa vérifiabilité et en les liant à la section « Notes et références ».
Le fort de Caluire est une ancienne fortification située à Caluire-et-Cuire. Aujourd'hui disparu, il faisait partie de la première ceinture de Lyon.

## Histoire

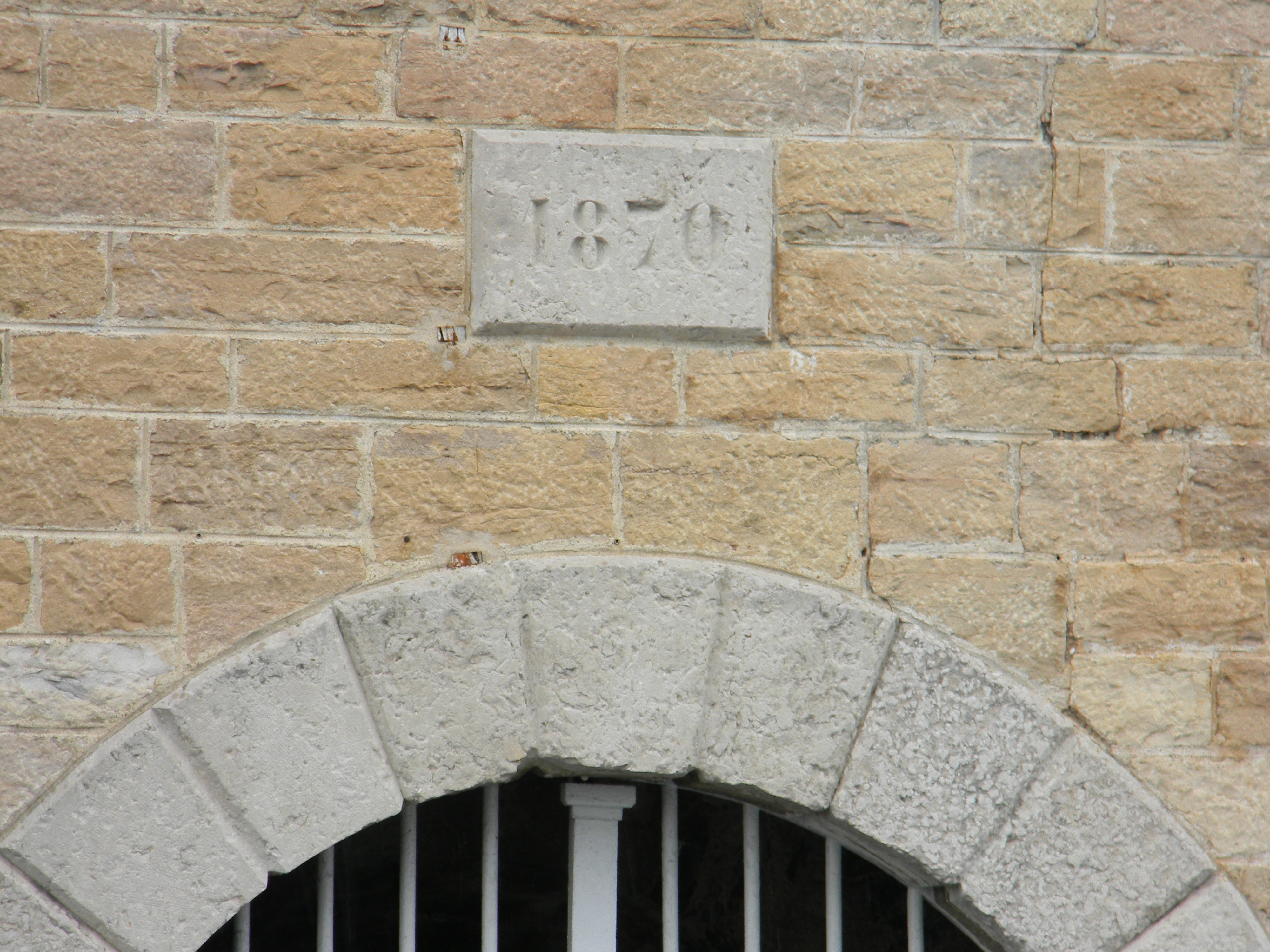
Fronton de l'entrée de la champignonnière.

Construit en 1831, il était relié au fort de Montessuy par l'intermédiaire d'une longue enceinte, avec lequel il interdisait l'accès au plateau de la Croix-Rousse depuis la route de la Dombes.
Placé sur le versant de la Saône, il permettait de défendre le fleuve, couplé au fort de Loyasse, au fort de la Duchère et au fort Saint-Jean.
Il était de forme carrée avec un bastion dans chaque angle.
Ce qui était au départ un abri à chevaux est devenu par la suite une champignonnière, exploitée dans les années 1860 au sein de l'enceinte reliant les deux forts. L'entrée se faisait au milieu de l'enceinte. Celle-ci était constituée de 61 pièces occupant les casemates :
- Flèche bleue : entrée de la champignonnière

- A : 6 pièces de 4,5 × 4,5 m

- B : 55 pièces de 4,5 × 4,5 m

## Aujourd'hui

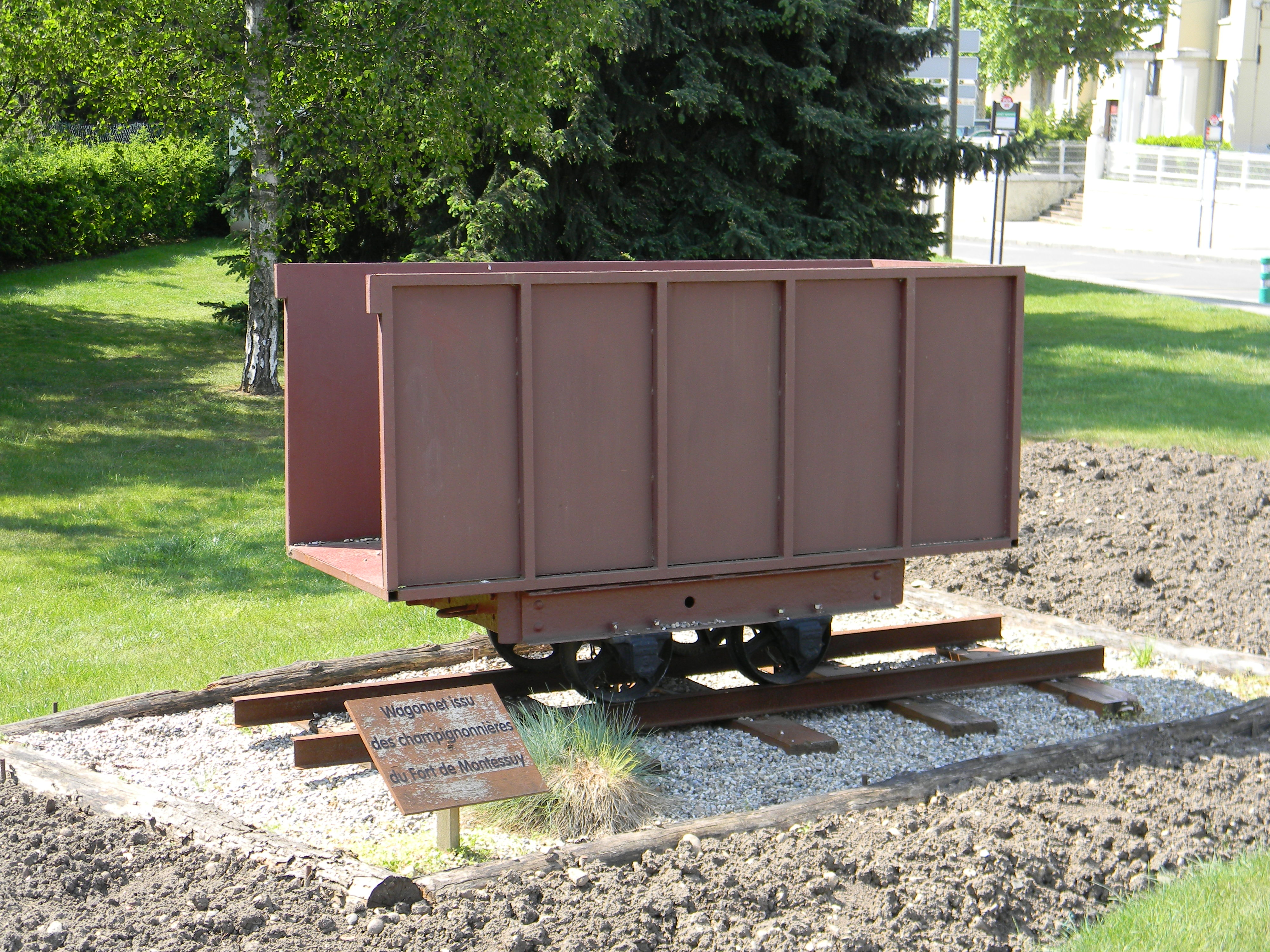
Wagonnet de la champignonnière.

Le fort a été démoli en 1933 pour la construction de l'actuel stade Henri-Cochet.
De rares éléments physiques et toponymiques permettent actuellement de le situer, telle que la montée des Forts ; l'entrée du fort se trouvait en effet à l'actuel croisement de la montée des Forts et de l'avenue Paul-Doumer.